# Vicepresidente de Nicaragua
El Vicepresidente de la República de Nicaragua era el funcionario que ocupaba el segundo cargo en importancia, dentro de la jerarquía de poder en el Estado. 
Hasta el 18 de febrero de 2025, este cargo público estuvo ostentado por Rosario Murillo Zambrana quien resultó elegida en las elecciones de 2016 y reelegida en las elecciones de 2021, cuando integró la fórmula electoral acompañando a Daniel Ortega, presidente de la República desde 2007.

## Base legal
En el capítulo III referido al Poder Ejecutivo de la Constitución Política de Nicaragua vigente, el artículo 145 establece lo siguiente:
El Vicepresidente de la República desempeña las funciones que le señale la presente Constitución Política, y las que le delegue el Presidente de la República directamente o a través de ley. Asimismo sustituirá en el cargo al Presidente, en casos de falta temporal o definitiva.

## Historia
Esta institución tiene una historia propia dentro de la historia del país. Inicia desde los albores de la Independencia de Centroamérica de España en 1821. Fue creada, ha sido derogada y nuevamente recreada. 
A lo largo de la historia independiente de Nicaragua ha habido diversos sistemas para llenar las faltas temporales o absolutas del Presidente y los funcionarios llamados a ello han recibido distintas denominaciones:

### Segundo jefe de Estado (1826)
Según la Constitución Política Federal de Centroamérica del 22 de noviembre de 1824 y luego integrada en la primera Constitución Política del Estado de Nicaragua, promulgada el 8 de abril de 1826, cuando Nicaragua todavía era parte de la Federación Centroamericana. 
El Poder Ejecutivo residía en un jefe de Estado nombrado por el pueblo y también se nombraba un segundo jefe de Estado, ambos tenían que ser nombrados popularmente.
El segundo jefe de Estado tenía mucha influencia en importantes tomas de decisiones del jefe de Estado: 
- Promulgar resoluciones de la Asamblea Nacional.
- Era una especie de Tribunal de ética del servicio público, incluyendo la apertura de causas contra funcionarios públicos por razón de delitos.
- Proposición de ternas de personas para cargos públicos importantes (incluyendo militares, jefes departamentales, intendentes).

### Senador sustituto (1838)
En la Constitución Política de 1838, promulgada luego de la ruptura de la Federación Centroamericana, se creó el cargo de supremo director  para ejercer el Poder Ejecutivo, pero a diferencia de 1826, no creó un segundo supremo director, sino que en las faltas de este, la Cámara de Representantes debía designar a un senador.

### Senador sustituto (1858)
Después de la Guerra Nacional contra el filibustero William Walker, una Asamblea Constituyente proclamó una nueva Constitución el 19 de agosto de 1858. Conforme a esta Constitución, el Poder Ejecutivo lo ejercía el presidente de la República; y en su falta, el senador a quien llame (el mismo presidente) o el que designe el Congreso (si estuviere reunido).
Con la Constitución de 1858, el país tuvo un período de treinta años regido por gobiernos conservadores conocido como Primera República Conservadora. No se usó la figura del vicepresidente de la República; sino que se acudió al senador sustituto.
En 1860, el general Fernando Chamorro Alfaro siendo senador fue llamado por el presidente Tomás Martínez Guerrero, quien se recuperaba de una enfermedad, para asumir la Presidencia de la República de manera interina durante más de cuatro meses.
Nicasio del Castillo y Guzmán, senador designado por el Congreso en 1863, asumió la Presidencia de la República de manera interina en ausencia del Presidente Martínez quien alegó "el mal estado de salud".
Por otro lado, la forma en como llegó al Poder Ejecutivo el último presidente de ese período, Roberto Sacasa que sucedió mediante desinsaculación (sorteo) de su nombre (realizado por el Congreso Nacional) al fallecer a mitad de su período el presidente Evaristo Carazo.

## Lista histórica
A continuación se muestra un listado con los nombres de los ciudadanos que han ejercido la Vicepresidencia de la República de Nicaragua en su historia.
| Nombre                                                                  | Periodo                                       | Observaciones |
| ----------------------------------------------------------------------- | --------------------------------------------- | --- |
| Anastasio J. Ortiz Argeñal                                              | 15 de septiembre de 1893 - 9 de enero de 1894 | Designado por Asamblea Constituyente (Revolución Liberal de 1893) José Santos Zelaya - Presidente |
| Francisco Baca Jr.                                                      | enero de 1894 - febrero de 1896               | Designado por Asamblea Legislativa José Santos Zelaya - Presidente |
| Adolfo Díaz Recinos                                                     | Agosto de 1910 - 1911                         | Revolución libero-conservadora de 1910 Juan José Estrada Morales - Presidente |
| Fernando Solórzano                                                      | Enero de 1913 - diciembre de 1916             | Constitución de 1911 Adolfo Díaz Recinos - Presidente |
| Nemesio Martínez                                                        | Enero de 1917 - diciembre de 1920             | Constitución de 1911 Emiliano Chamorro - Presidente |
| Bartolomé Martínez Hernández                                            | Enero de 1920 - octubre de 1923               | Constitución de 1911 Diego Manuel Chamorro Bolaños - Presidente (Martínez asumió la Presidencia luego del fallecimiento de Chamorro en ejercicio del cargo)                                                                                           |
| Juan Bautista Sacasa                                                    | Enero de 1926 - enero de 1927                 | Constitución de 1911 Carlos José Solórzano - Presidente Sacasa (fue exiliado tras el golpe de estado de Emiliano Chamorro contra el presidente Solórzano en enero de 1926)                                                                            |
| Enoc Aguado Farfán                                                      | 1 de enero de 1929 - 1 de enero de 1933       | Constitución de 1911 José María Moncada - Presidente |
| Rodolfo Espinosa Ramírez                                                | 1933 - junio de 1936                          | Constitución de 1911 Juan Bautista Sacasa - Presidente (se negó asumir la Presidencia tras el golpe de estado de Somoza García contra el Presidente Sacasa y renunció. Participó como médico de campaña en la Guerra y Batalla de Namasigüe de 1907). |
| Francisco Navarro Alvarado                                              | Enero de 1937 - marzo de 1939                 | Constitución de 1911 Anastasio Somoza García - Presidente |
| Mariano Argüello Vargas                                                 | 22 de noviembre de 1947 - 1950                | Constitución de 1911 Víctor Manuel Román y Reyes - Presidente (ambos designados por Asamblea Nacional Constituyente) |
| Silvio Argüello Cardenal, Gustavo Raskosky y Lorenzo Guerrero Gutiérrez | Mayo de 1963 - agosto de 1966                 | Reforma constitucional de 1962 a Constitución de 1950 René Schick Gutiérrez - Presidente |
| Silvio Argüello Cardenal y Gustavo Raskosky                             | Agosto de 1966 - mayo de 1967                 | Reforma constitucional de 1962 a Constitución de 1950 Lorenzo Guerrero Gutiérrez - Presidente (Guerrero Gutiérrez asumió la Presidencia ante fallecimiento del Presidente Schick)                                                                     |
| Francisco Urcuyo Maliaños y Alfonso Callejas Deshón                     | Septiembre de 1967 - mayo de 1972             | Reforma constitucional de 1966 a Constitución de 1950 Anastasio Somoza Debayle - Presidente |
| Vacante                                                                 | 1 de mayo de 1972 - 1 de diciembre de 1974    | Pacto libero-conservador "Kupia Kumi" del 28 de marzo de 1971 Junta Nacional de Gobierno (Primer y Segundo triunvirato) |
| Francisco Urcuyo Maliaños                                               | 1 de diciembre de 1974 - 17 de julio de 1979  | Reforma constitucional de 1966 a Constitución de 1950 Anastasio Somoza Debayle - Presidente (renunció) |
| Vacante                                                                 | 18 de julio de 1979 - 10 de enero de 1985     | Revolución Sandinista Estatuto Fundamental de 1979 Junta de Gobierno de Reconstrucción Nacional |
| Sergio Ramírez                                                          | 10 de enero de 1985 - 25 de abril de 1990     | Constitución de 1987 Daniel Ortega Saavedra - Presidente (1.ª vez) ambos electos por voto popular directo en noviembre de 1984 |
| Virgilio Godoy Reyes                                                    | 25 de abril de 1990 - 23 de octubre de 1995   | Constitución de 1987 Violeta Barrios de Chamorro - Presidente (Godo Reyes renunció para ser candidato presidencial) |
| Julia de la Cruz Mena Rivera                                            | 23 de octubre de 1995 - 10 de enero de 1997   | Constitución de 1987 Violeta Barrios de Chamorro - Presidente (designada por la Asamblea Nacional de Nicaragua, primera mujer) |
| Enrique Bolaños Geyer                                                   | 10 de enero de 1997 - 24 de octubre de 2000   | Constitución de 1987 Arnoldo Alemán Lacayo - Presidente (ambos electos por voto popular directo en noviembre de 1996, Bolaños Geyer renunció para ser candidato presidencial)                                                                         |
| Leopoldo Navarro                                                        | 24 de octubre de 2000 - 10 de enero de 2002   | Constitución de 1987 Arnoldo Alemán Lacayo - Presidente (designado por la Asamblea Nacional de Nicaragua) |
| José Rizo Castellón                                                     | 10 de enero de 2002 - 10 de octubre de 2005   | Constitución de 1987 Enrique Bolaños Geyer - Presidente (ambos electos por voto popular directo en noviembre de 2001, Rizo Castellón renunció para ser candidato presidencial)                                                                        |
| Alfredo Gómez Urcuyo                                                    | 10 de octubre de 2005 - 10 de enero de 2007   | Constitución de 1987 Enrique Bolaños Geyer - Presidente (designado por la Asamblea Nacional de Nicaragua) |
| Jaime Morales Carazo                                                    | 10 de enero de 2007 - 10 de enero de 2012     | Constitución de 1987 Daniel Ortega Saavedra - Presidente (2.ª vez) ambos electos por voto popular directo en noviembre de 2006 |
| Omar Halleslevens                                                       | 10 de enero de 2012 - 10 de enero de 2017     | Reformas de 2010 a Constitución de 1987 Daniel Ortega Saavedra - Presidente (3.ª vez) ambos electos por voto popular directo en noviembre de 2011 |
| Rosario Murillo                                                         | 10 de enero de 2017 - 18 de febrero de 2025   | Reformas de 2010 a Constitución de 1987 Daniel Ortega Saavedra - Presidente (4.ª y 5.ª vez) ambos electos por voto popular directo en noviembre de 2016 y reelegidos en noviembre de 2021                                                             |